# Fucking (canción)
«Fucking» es el tercer sencillo del grupo musical de metal Scars on Broadway, lanzado el 29 de junio de 2010. La canción fue lanzada en formato de descarga digital gratuita a través del sitio web armageddoncomealive.com.
Un total de 500 copias en formato vinilo fueron lanzadas a la venta en un concierto del grupo en agosto de 2010.

## Significado
En una entrevista, el cantante Daron Malakian describió al sencillo de la siguiente manera:

"La canción es acerca de cómo los medios de comunicación, - televisión, Internet y la publicidad - la "sexualización" de los niños mediante la exposición al Viagra, Girls Gone Wild, etc, entre los deportes y los juegos en su local de restaurantes Hooters, y también cómo está cambiando la sociedad y los valores de la siguiente generación y la moral. La canción no está ni a favor ni en contra de esto, pero sólo hay un tipo de observación, me imagino"

## Lista de canciones

### Descarga digital
| N.º | Título    | Duración |  |
| 1.  | «Fucking» | 2:04     |  |

### Vinilo
| N.º | Título    | Duración |  |
| 1.  | «Fucking» | 2:04     |  |
| 2.  | «Fucking» | 2:04     |  |

## Personal
- Daron Malakian: voz, guitarra, bajo, teclados
- John Dolmayan: batería